# 28878 Segner
28878 Segner è un asteroide della fascia principale. Scoperto nel 2000, presenta un'orbita caratterizzata da un semiasse maggiore pari a 2,5805544 UA e da un'eccentricità di 0,1937779, inclinata di 0,39912° rispetto all'eclittica.